# Literatura ucraniana
La literatura ucraniana es la literatura escrita en el idioma ucraniano.
La historia de Ucrania tuvo un gran impacto sobre el desarrollo de su literatura. Desde sus inicios, la literatura ucraniana recibió la influencia cultural e idiomática de los dominios extranjeros de la Mancomunidad de Polonia-Lituania, Polonia, el Imperio ruso, el Reino de Rumania, el Imperio austrohúngaro y el Imperio otomano. Los autores ucranianos produjeron un rico patrimonio literario.

## Historia
Antes del establecimiento de la literatura ucraniana en el 1700, muchos autores de Ucrania escribieron en los idiomas clásicos de la Edad Media: latín y eslavo eclesiástico antiguo. Entre los autores destacados de Ucrania que escribieron en latín y en eslavo eclesiástico antiguo se encuentran Gregory Skovoroda, Yuriy Drohobych, Stanislaw Orzechowski, Teófanes Prokopóvich, Jan-Toma Yuzefovych, Pavlo Rusyn-Krosnyanyn y otros.

### Literatura oral ucraniana

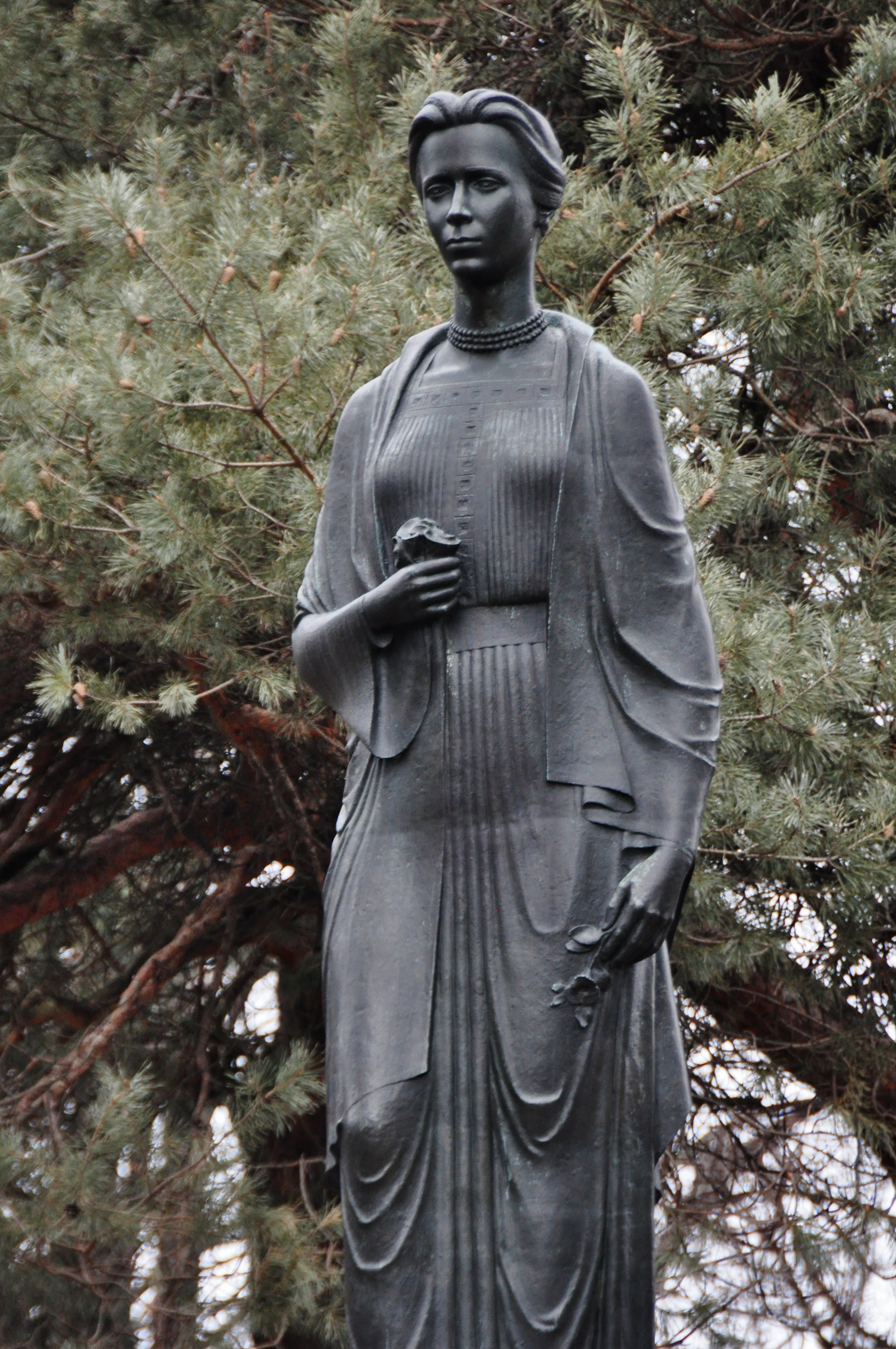
Escultura de Lesya Ukrainka, una de las escritoras más famosas de Ucrania, realizada por Michael Chereshniovskyj. La escultura se encuentra en el espacio natural High Park en Toronto, Canadá.

En el siglo XVI, la población del Hetmanato tenía un mayor número de escuelas primarias per cápita que las poblaciones vecinas de Moscovia o Polonia. En la década de 1740, de más de 1000 poblaciones distribuidas en siete distritos, alrededor de 900 tenían escuelas primarias. Un visitante alemán al Hetmanato comentó en sus crónicas de 1720 cómo el hijo de Hetman Danylo Apostol, que nunca había salido de Ucrania, hablaba con fluidez los idiomas latín, italiano, francés, alemán, polaco y ruso.
Sin embargo, a pesar de la alta escolarización, la literatura era mayormente oral. A finales del siglo XVI y principios del siglo XVII, tuvo su ascenso un tipo de épicas folclóricas llamadas duma. Estas canciones celebraban las actividades de los cosacos y eran recuentos orales de los principales acontecimientos históricos ucranianos en el idioma ucraniano moderno. Durante este período produjo la mayor parte de sus composiciones Ostap Veresai, un renombrado juglar y kobzar de la provincia de Poltava, Ucrania.

### Literatura ucraniana escrita
Se cree que el establecimiento de la literatura ucraniana fue desencadenado por la publicación del poema heroico-burlesco Eneida de Iván Kotliarevsky en 1798. Este fue el primer caso de una obra literaria impresa escrita en el idioma ucraniano moderno. Debido al papel de Kotliarevsky como inaugurador de la literatura ucraniana, los críticos literarios a menudo le atribuyen ser "el padre de la literatura ucraniana". La prosa ucraniana moderna fue inaugurada por la novela Marusya (1834) de Hryhorii Kvitka-Osnovianenko.

## Literatura contemporánea
En 1991, se produce la independencia de Ucrania y el colapso de la Unión Soviética. A partir de ese año, la censura en la Unión Soviética dejó de existir y los escritores pudieron romper abiertamente con el estilo oficial de arte, música y literatura del realismo socialista. Los cambios principales ya habían tenido lugar en la literatura ucraniana bajo la Perestroika (1985) y especialmente después del desastre de Chernobyl. Algunos investigadores consideran que la literatura ucraniana moderna nació durante la década de 1970 y fue fundada por disidentes soviéticos de la generación de los sesenta.
Esto dio lugar al nacimiento de toda una generación de escritores: Moysey Fishbein, Yuri Andrukhovych, Serhiy Zhadan, Oksana Zabuzhko, Oleksandr Irvanets, Izdryk, Maria Matios, Ihor Pavlyuk, entre otros. Muchos de ellos son considerados "posmodernistas". También creció la corriente literaria posneoclásica, con figuras como Igor Kaczurowskyj (m. 2013) y Maksym Strikha.
Debido a la mayor libertad y apertura de la sociedad ucraniana a las influencias extranjeras y al acceso mucho más amplio a las literaturas de otros países, la literatura ucraniana contemporánea es diferente de la literatura de los períodos soviético y clásico. Los escritores a menudo recurren a temas previamente prohibidos (como el Holodomor, la sexualidad, las drogas, entre otros), utilizando nuevos estilos y lenguajes (como el posmodernismo, neovanguardia, blasfemia, surzhyk), apelando a la diversidad y mezcla de géneros, creando efectos impactantes y reflexión sobre los problemas sociales y la memoria histórica.